# パスカル・ローズ
パスカル・ローズ（Pascale Roze、1954年3月22日 - ）はベトナムに生まれ、フランスで活躍する劇作家、小説家。

## 略歴
1954年3月22日にベトナムのサイゴン（現ホーチミン市）で生まれた。
フランスで文学と演劇を学び、1983年から1993年まで、オーベルヴィリエの劇場や国際フランス語劇場で映画監督ガブリエル・ゲランとともにフランス語演劇作品の紹介に尽力。彼の作品に出演するほか、1981年に発表した戯曲『トルストイ、あの夜（Tolstoï la Nuit）』にも出演するなど、女優として活躍した。
1994年に処女作『調子の狂った物語（Histoires dérangées）』（短編集）を発表。1996年に発表した最初の長編小説『ゼロ戦（Le Chasseur Zéro）』でゴンクール賞を受賞した。
2006年9月から2010年6月までラジオ局フランス・アンテルのポーラ・ジャック担当の文化番組に出演。2016年にパリ政治学院でクリエイティブ・ライティングの講座を担当した。
2018年に来日し、アンスティチュ・フランセ東京で直木賞受賞作家中島京子との対談、および明治大学で講演が行われた。

## 著書

### 小説
- Histoires dérangées, Julliard, 1994
- Le Chasseur Zéro, Albin-Michel, 1996
  - 『ゼロ戦－沖縄・パリ・幻の愛』、鈴村靖爾訳、集英社、1998年
- Ferraille, Albin-Michel, 1999
- Lettre d'été, Albin-Michel, 2000
- Parle-moi, Albin-Michel, 2003
- Un homme sans larmes, Stock, 2005
- L'Eau rouge, Stock, 2006, Gallimard, 2007
- Itsik, Stock, 2008, Gallimard, 2009
- Aujourd'hui les cœurs se desserrent, Stock, 2011
- Passage de l'amour, éditions Stock, 2014
- Lonely child, Stock, 2017
- La Belle Hélène, 2020

### 戯曲
- Mary contre Mary
- Tolstoï la nuit, 1981
- Les silences du quatuor Conrad, 1992